# منتزه الخيران
منتزه الخيران وهو منتزه ترفيهي تابع لشركة المشروعات السياحية، تم افتتاحه في 23 فبراير 1987، ويقع جنوب شرق مدينة الكويت ويبعد عنها حوالي 110 كم. ويحتل موقعاً رئيسياً على الواجهة البحرية تمتد 1800 متر وبمساحة تزيد عن 831000 متر مربع مع إطلالة ساحرة على الخليج العربي.